# ジョー・ベネット
1. ミドルスブラ在籍時
2. アストン・ヴィラ在籍時
3. カーディフ・シティ在籍時

ジョセフ "ジョー" ベネット（Joseph "Joe" Bennett、1990年3月28日 - ）は、イギリス (イングランド)・グレーター・マンチェスター州ロッチデール出身のサッカー選手。ポジションはディフェンダー。

## 来歴

### クラブ
ミドルズブラFCのアカデミーで育成され、2008-09シーズン前にプロ契約を締結した。2009年5月、シーズン最終戦のウェストハム・ユナイテッドFC戦でプロデビューを果たした。
2012年8月29日、アストン・ヴィラFCに移籍。
2016年8月27日、カーディフ・シティFCにフリーで加入。
2021年8月31日、ウィガン・アスレティックFCに2年契約で移籍した。

### 代表歴
年代別のイングランド代表歴がある。2009年夏にはウクライナで開催されたUEFA U-19欧州選手権に参加した。